# Yaracuyanos Fútbol Club
O Yaracuyanos Fútbol Club, popularmente conhecido como Yaracuyanos, é um clube de futebol venezuelano com sede em San Felipe, no Estado de Yaracuy. Foi fundado em 2006. Desde 2025, o clube disputa a Divisão Profissional do Campeonato Boliviano de Futebol e manda seus jogos no Estádio Florentino Oropeza.

## História
O Yaracuyanos FC foi fundado em 20 de fevereiro de 2006, na cidade de San Felipe, capital do estado de Yaracuy, por dirigentes locais apaixonados pelo futebol. O clube manda seus jogos no estádio Florentino Oropeza, que possui capacidade para 12 mil espectadores.
Conhecido como os Colosos del Sorte, o clube viveu sua primeira experiência na elite do futebol venezuelano em 2009, permanecendo por várias temporadas na Primeira Divisão (Primera División). O ponto alto desse ciclo foi a histórica classificação para a CONMEBOL Sul-Americana, em 2011. Foi rebaixado para a Segunda Divisão (Segunda División) ao final da temporada de 2013–14. Após cinco anos, o Yaracuyanos celebrou seu retorno à elite do futebol venezuelano ao conquistar o título absoluto da Segunda Divisão em 2019, mas voltou a ser rebaixado para a Liga FUTVE 2 em 2021. Após um processo de reconstrução organizacional, o clube voltou a conquistar o título da Liga FUTVE 2 de 2024 (segunda divisão) e garantiu nova vaga na Liga FUTVE de 2025 (primeira divisão).